# Eparchia di Serov

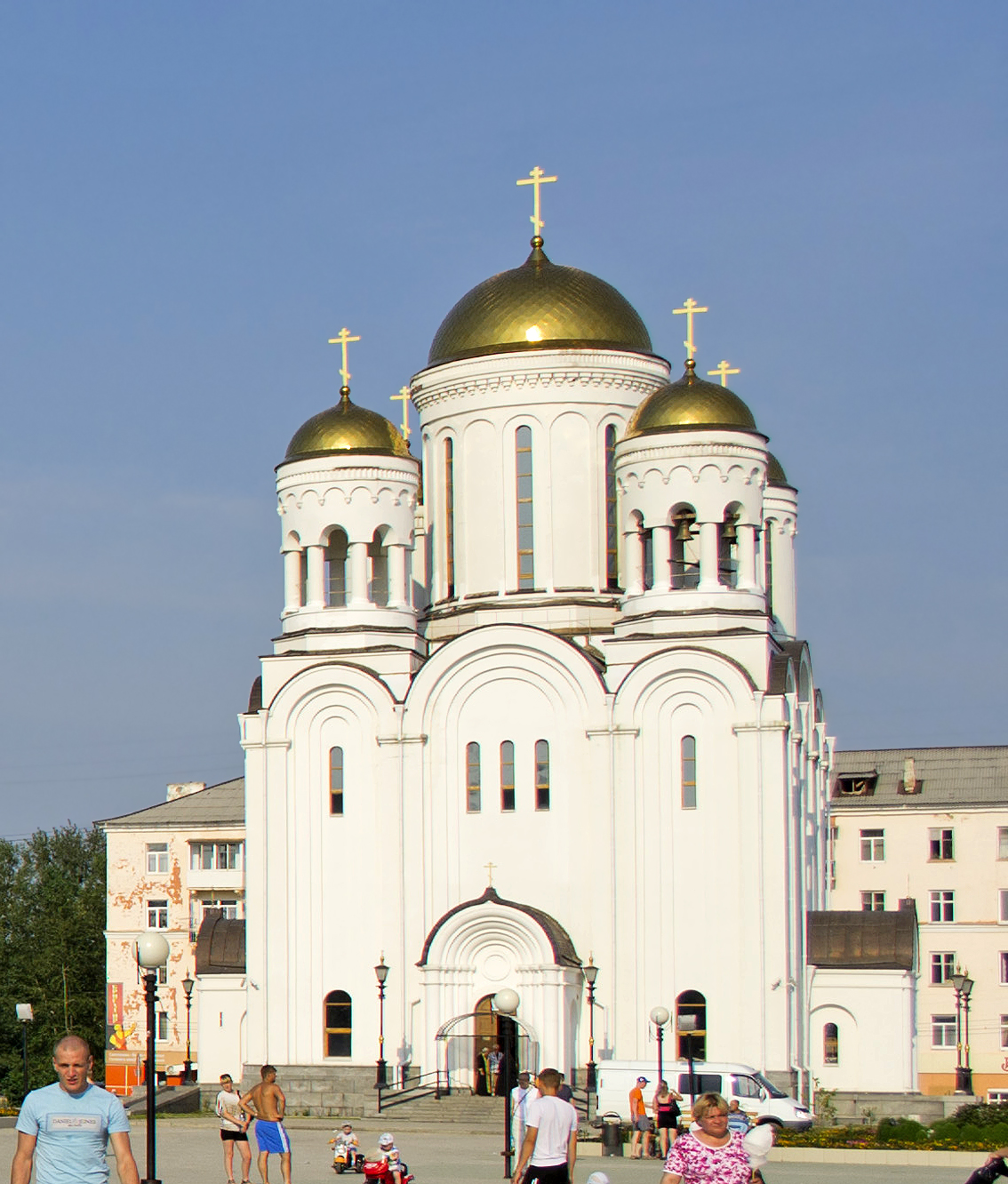
La cattedrale della Trasfigurazione di Serov.

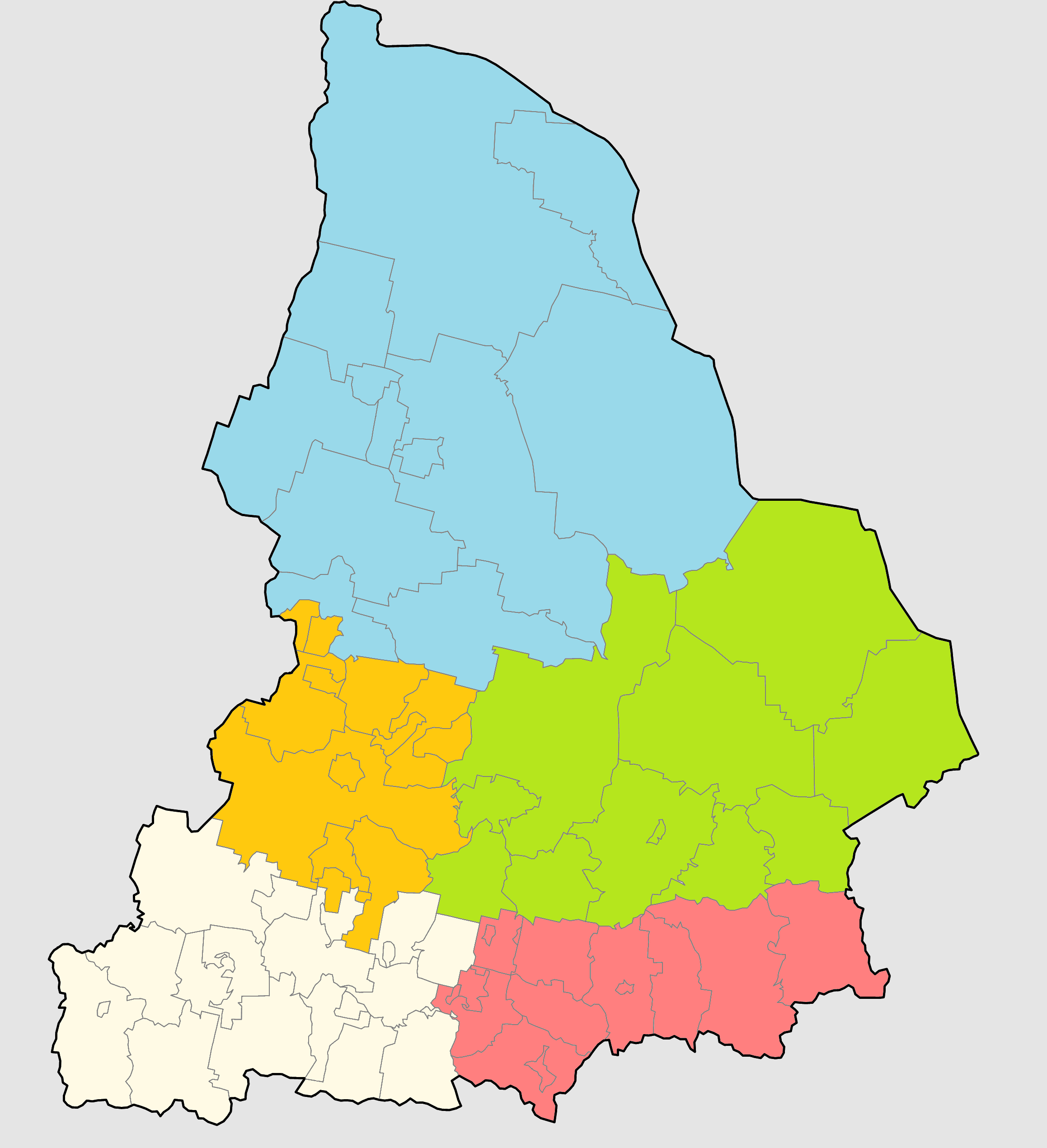
Mappa della metropolia di Ekaterinburg; in blu l'eparchia di Serov.

L'eparchia di Serov (in russo: Серовская епархия) è una diocesi della Chiesa ortodossa russa, appartenente alla metropolia di Ekaterinburg.

## Territorio
L'eparchia comprende la parte settentrionale dell'oblast' di Sverdlovsk nel circondario federale degli Urali.
Sede eparchiale è la città di Serov, dove si trova la cattedrale della Trasfigurazione. L'eparca ha il titolo ufficiale di «eparca di Nižnij Tagil e Krasnotur'insk».
Nel 2018 l'eparchia è suddivisa in 5 decanati per un totale di 54 parrocchie.

## Storia
L'eparchia di Serov è stata eretta dal Santo Sinodo della Chiesa ortodossa russa il 7 marzo 2018 ricavandone il territorio dall'eparchia di Nižnij Tagil.